# La regina dei barbari
La regina dei barbari (Barbarian Queen) è un film fantasy del 1985 diretto da Héctor Olivera e prodotto da Roger Corman.

## Trama
Un pacifico villaggio di barbari si appresta a celebrare le nozze della regina Amethea con il principe Argan. Durante i preparativi per la cerimonia, le truppe di Lord Arrakur attaccano il villaggio. Dopo avere stuprato in gruppo la sorella minore di Amethea, Taramis, gli aggressori prendono prigionieri il principe Argan e Taramis, insieme a molti altri. I restanti abitanti del villaggio vengono massacrati senza pietà. La regina Amethea, la sua ancella Estrild e la guerriera Tiniara sopravvivono all'attacco e decidono di recarsi alla città di Arrakur per liberare i prigionieri e vendicarsi per la distruzione del loro villaggio.
Lungo la strada, le tre donne incontrano un piccolo accampamento delle forze di Arrakur. Amethea e Tiniara tendono un'imboscata e uccidono gli uomini, scoprendo Taramis prigioniera all'interno del campo, che è stata apparentemente traumatizzata dalla sua esperienza e si comporta in modo assente e delirante.
Alla periferia del regno di Arrakur, le donne incontrano i membri di una forza di resistenza sotterranea che accettano di aiutare a introdurre di nascosto il gruppo di Amethea in città, ma si rifiutano di imbracciare le armi con loro contro il tirannico Arrakur. All'interno delle porte della città, Amethea scopre che Argan e gli altri uomini prelevati dal suo villaggio sono costretti a combattere come gladiatori nell'arena al centro della città. Nel frattempo, Taramis nota che Arrakur guida una processione di truppe nel suo palazzo e gli si avvicina. Arrakur riconosce Taramis dal campo e le permette di accompagnarlo all'interno, mentre in un'altra parte della città Estrild viene attaccata e violentata da due guardie di Arrakur. Amethea e Tiniara vengono in sua difesa, ma le donne vengono sopraffatte e fatte prigioniere.
Estrild viene trasformata in una delle ragazze dell'harem che servono i desideri dei gladiatori, dove si riunisce con Argan, raccontandogli del loro fallito tentativo di salvataggio. Amethea e Tiniara vengono interrogate separatamente; Tiniara muore in un tentativo di fuga, mentre Amethea viene portata nelle segrete per essere torturata.
Arrakur e la sua nuova concubina Taramis visitano Amethea nella prigione, dove questa è stata spogliata nuda tranne un collare di cuoio e un perizoma, per trovarla distesa sulla ruota dal capo torturatore. Taramis finge di non conoscere Amethea, mentre Arrakur chiede informazioni sui ribelli che hanno aiutato Amethea ad entrare in città. Amethea si rifiuta di parlare e Arrakur chiede risposte entro la mattina, congedandosi. Nel frattempo, Argan, gli altri gladiatori ed Estrild tramano una rivolta contro Arrakur.
Il torturatore successivamente violenta Amethea, ma lei usa i suoi muscoli pelvici per stritolare dolorosamente la sua virilità durante l'aggressione, costringendolo a liberarla dalla rastrelliera, dopodiché Amethea lo scaglia in una pozza di acido e fugge dalla prigione.
Trovando Estrild, le due donne fuggono dal castello e si riuniscono con i ribelli, che accettano di aiutare nel previsto rovesciamento delle forze di Arrakur guidate da Argan durante i giochi dei gladiatori. Amethea e i ribelli si uniscono ai gladiatori nell'attacco. Amethea combatte Arrakur in un combattimento uno contro uno durante il corpo a corpo, ma viene sconfitta e disarmata da lui. Prima che Arrakur possa sferrare il colpo mortale, tuttavia, Taramis lo pugnala alla schiena, uccidendolo. Amethea e Argan si riuniscono e celebrano la liberazione della città dalla tirannia di Arrakur.

## Produzione
Il film fu uno tra i primi ad essere prodotto dalla nuova compagnia di Corman, la Concorde.
La regina dei barbari fu girato a Don Torcuato in Argentina dal regista Héctor Olivera come parte di un accordo per nove film stipulato tra la Aires Productions di Olivera e la statunitense Concorde-New Horizons di Roger Corman. Corman stava cercando di produrre dei film cappa e spada a basso budget per sfruttare il successo di Conan il barbaro (1982), mentre Olivera sperava di finanziare progetti cinematografici più personali tramite i profitti del suo accordo con Corman. Lana Clarkson, che era apparsa in un ruolo secondario come guerriera amazzone nella precedente co-produzione Aires-Concorde Deathstalker, fu scritturata per il ruolo della protagonista, Amethea. Clarkson eseguì tutte le sue acrobazie nel film senza l'ausilio di controfigure.

## Distribuzione
La regina dei barbari venne presentato in anteprima negli Stati Uniti ed ebbe una limitata distribuzione nei cinema a partire dal 26 aprile 1985. La Vestron Video distribuì originariamente due versioni del film in videocassetta: la versione censurata uscita nelle sale, ed una integrale che include una versione estesa della scena nel dungeon. Tutte le successive uscite in DVD includono solamente la versione tagliata. La versione della Shout!Factory DVD include le scene tagliate come contenuto extra.

## Accoglienza
Il recensore di B-movie Joe Bob Briggs assegnò al film una recensione positiva, scrivendo: "Non è Conan il barbaro II, ma ha quello che serve, vale a dire: quarantasei seni, di cui due maschili. Trentuno cadaveri. Teste mozzate che rotolano. Cadute di testa. Tre stupri di gruppo. Donne in catene. Orge. Condivisione di schiave. Un reggiseno a nido d'uccello. La diabolica tortura della garbonza."
Roman Martel di DVD Verdict scrisse che il film è divertente e godibile ma problematico a causa della sua misoginia. R. L. Shaffer di IGN definì La regina dei barbari un'involontariamente divertente scopiazzatura di Conan il barbaro.
TV Guide assegnò alla pellicola 2/5 stelle e scrisse che nonostante il contenuto sensazionalistico, Olivera "infonde un po 'di stile e ritmo a ciò che accade, che è piuttosto sciocco".
Stuart Galbraith IV di DVD Talk scrisse che il film "non è poi così terribile" se comparato al suo target di pubblico.

## Polemiche
Svariati critici commentarono circa l'ambiguità del presunto femminismo insito nella trama del film contrapposto allo sfruttamento delle sue numerose scene di stupro femminile, nudità e schiavitù sessuale. Variety recensendo il film suggerì che il "concetto di donne guerriere che battono avversari maschi sul campo di battaglia non è convincente per come viene presentato, con le ragazze più efficaci come oggetti sessuali... L'enfasi sullo stupro e sulla tortura è eccessiva." In The Modern Amazons: Warrior Women On-Screen, Dominique Mainon e James Ursini fecero notare che la pellicola segue una "trama di pseudo-emancipazione femminile... Nel corso della ricerca della quale, tuttavia, Amethea viene catturata, ridotta a un paio di mutandine perizoma e legata a un dispositivo di tortura per una parte insolitamente lunga del film." Il fatto che il fulcro del film sia la sequenza estesa della tortura/interrogatorio in topless di Amethea, presumibilmente potenziata, con influenze BDSM ha spinto a leggere il film come "un delicato equilibrio postfemminista di tre elementi discordanti: un timido spettacolo di stupro e schiavitù, un femminismo incoerente e una struttura della trama "molto" patriarcale... un arco narrativo femminista motiva apparentemente l'immaginario dello stupro."
Rikke Schubart suggerì che il culmine della sequenza del dungeon – in cui Amethea stritola letteralmente il pene del torturatore con i suoi muscoli pelvici – rappresenta una vera e propria "dislocazione femminista" dei codici di genere, che prende le immagini "della donna vittima di stupro come debole e indifesa e le ricolloca... nell'atto dello stupro - la vittima è pericolosa e letale." Tuttavia, la discussione di Schubart implica anche che il femminismo è almeno parzialmente mitigato dall'uso erotizzato delle immagini bondage nella sequenza e dalla presentazione oggettivata della nudità di Clarkson: "Gli uomini non hanno problemi a identificarsi con gli uomini come vittime e le donne come castratrici se ciò avviene in un contesto erotico in cui è evidente che la donna è lì per essere guardata."